# Mascoi
Mascoi è una popolazione dell'America del Sud.

## Caratteristiche
Si ritrovano nella regione ad ovest del fiume Paraguay del Paraguay, precisamente a valle del Monte Lindo. Di antichissima origine vivono di caccia.